# Real Cofradía de Nuestro Señor en la Oración del Huerto
La Real Cofradía de Nuestro Señor en la Oración de Huerto es una de las 25 cofradías penitenciales participantes en la Semana Santa zaragozana, fundada en 1942.

## Orígenes
La cofradía tiene como origen a la que ya existían en el siglo XIII bajo las advocaciones de San judas y del Santo Espíritu y San Simón y que estaban integradas por agricultores y ganaderos, si bien la actual cofradía fue fundada en 1942 siendo su primera salida procesional la del año 1943.

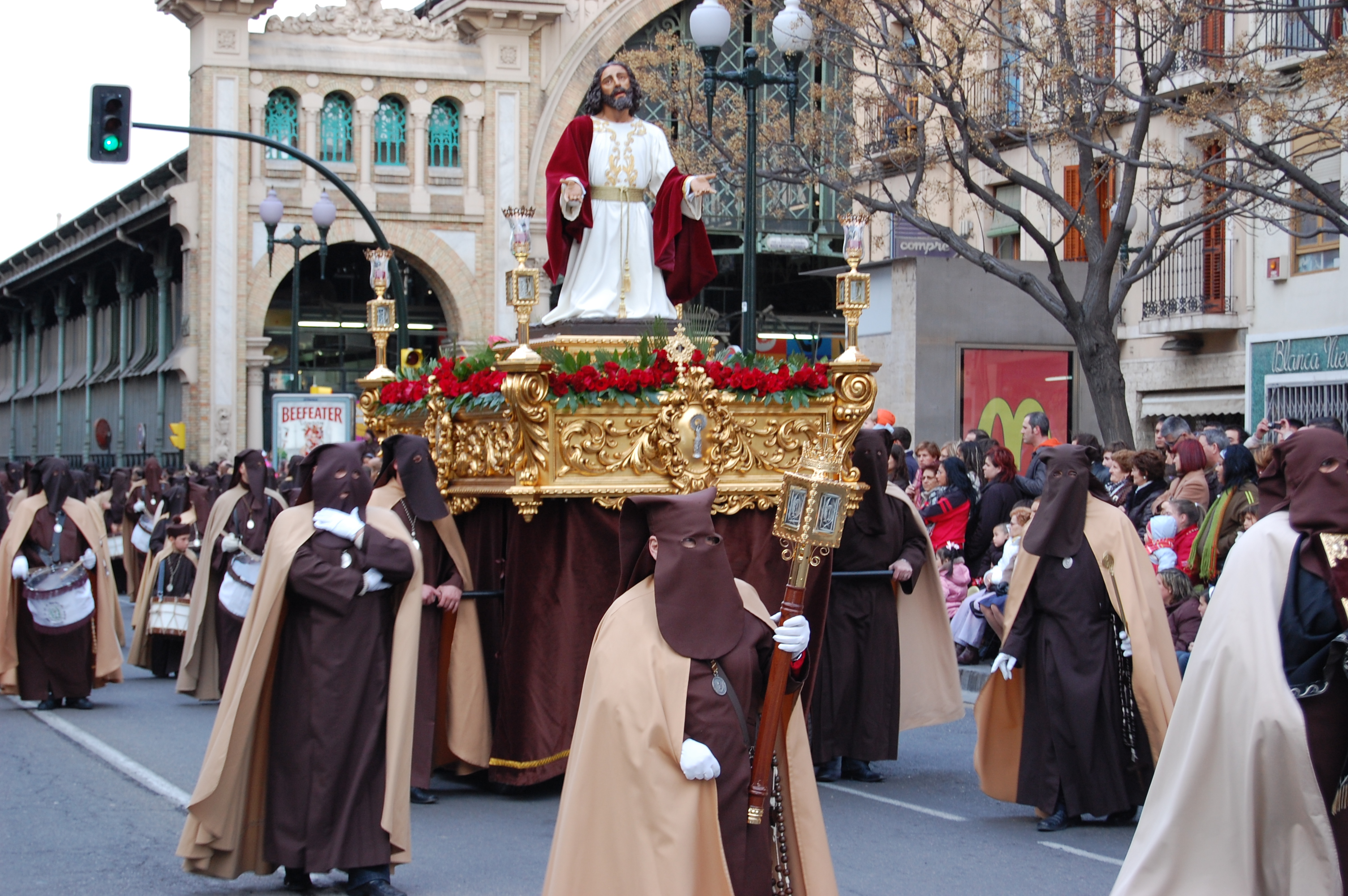
Jesús de la Oración

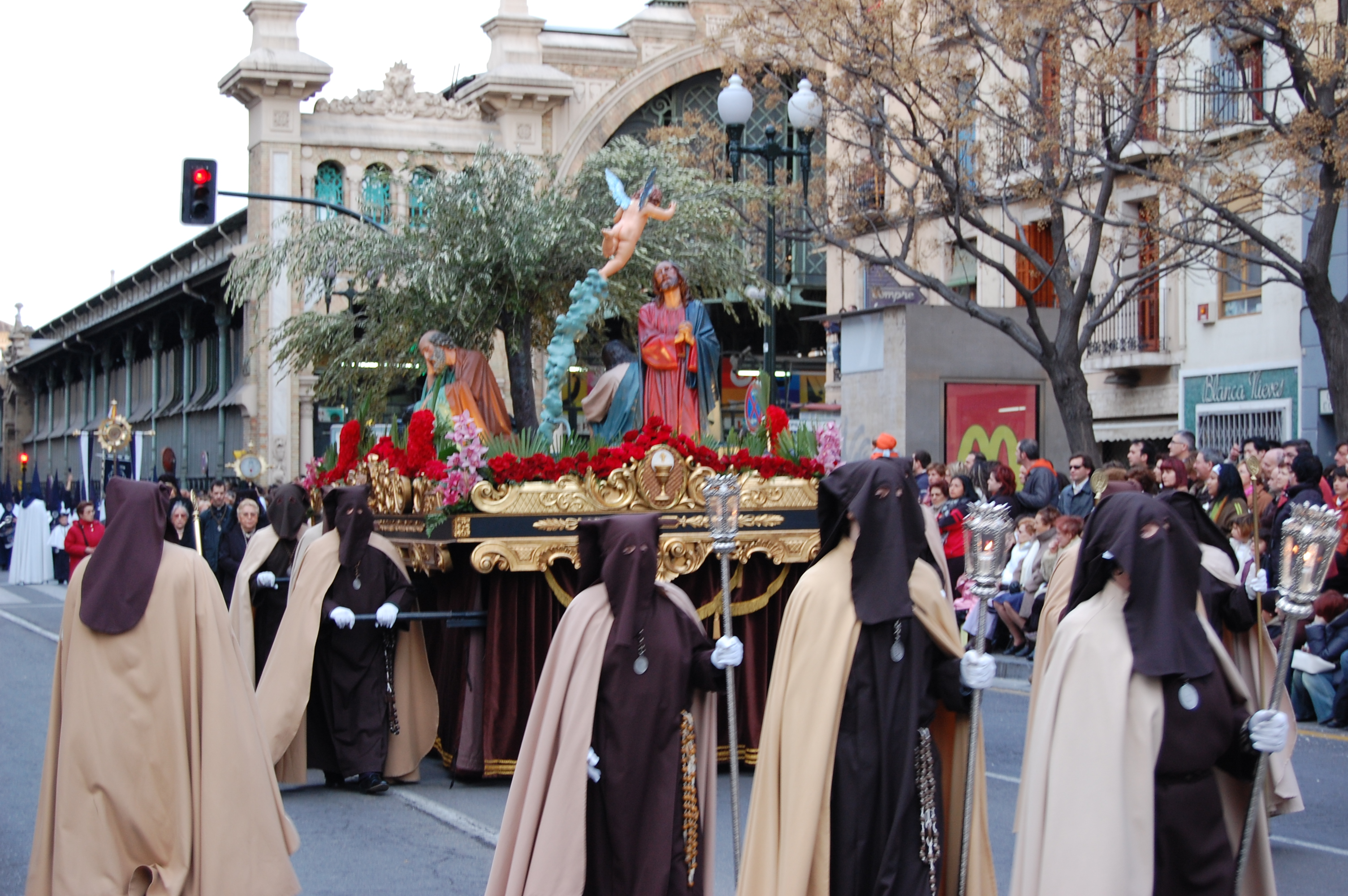
La Oración del Huerto

Ha tenido su sede canónica en el monasterio de las RR.MM. Franciscanas Clarisas de Santa María de Jerusalén (Zaragoza). Hasta los años 70 del siglo XX aún se exigía estar vinculado a la agricultura o la ganadería para pertenecer a esta cofradía. 
El día 3 de junio de 2020, Su Majestad el Rey D. Felipe VI otorgó el título de "Real" a esta Cofradía, pasando a formar parte del título de la Cofradía.
Tipos de miembros:
- Hermanos de Honor
- Hermanos Numerarios
- Hermanos Aspirantes
- Aspirantes Activos
- Hermanos Bienhechores
- Hermanos Espirituales

## Instrumentos
Tambores, bombos, timbales y cornetas.

## Hábito
El hábito se compone de una túnica marrón oscuro carmelita, ceñida con un cinturón del que pende, en el lado izquierdo, un rosario de madera. Para cubrir la cabeza utilizan tercerol del mismo color, guantes blancos y zapatos y calcetines negros. En 1977 el hábito se añadió una capa de color beige.

## Emblema
Una rama de olivo y otra de palma entrecruzadas y en el centro el Cáliz de la amargura. 

## Sedes
Sede Canónica: Parroquia de Nuestra Señora del Portillo
Sede Social: Parroquia de Nuestra Señora del Portillo